# Maizières-lès-Brienne
Maizières-lès-Brienne är en kommun i departementet Aube i regionen Grand Est (tidigare regionen Champagne-Ardenne) i nordöstra Frankrike. Kommunen ligger  i kantonen Brienne-le-Château som ligger i arrondissementet Bar-sur-Aube. År 2022 hade Maizières-lès-Brienne 160 invånare.

## Befolkningsutveckling
Antalet invånare i kommunen Maizières-lès-Brienne
Referens: INSEE